# Конли, Рени
Рени Конли (англ. Renié Conley, фамилия при рождении Бруйе, известная как Рени, род. 31 июля 1901 — ум. 12 июня 1992) — американская художница по костюмам, лауреат премии «Оскар» за фильм «Клеопатра», в соавторстве с Ирен Шарафф и Витторио Нино Новарезе.

## Биография
Рени Конли родилась в городе Рипаблик (штат Вашингтон) в 1901 году. Во время учёбы в школе она посещала театральную студию вместе со своей младшей сестрой и занималась там декорациями. Она получила образование в Институте искусств Чуинарда и Калифорнийском университете. В 1927 году Рени вышла замуж за актёра Трумана ван Дайка, вскоре родился их сын Труман младший. Карьера мужа быстро пошла на спад, и через два года после рождения ребёнка они развелись. В 1936 году она во второй раз вышла замуж за Лиланда Конли, менеджера по кадрам в сети складов; этот брак продлился 55 лет.
В течение трёх десятков лет Рени создавала костюмы для кинофильмов. Среди известных разработанных ей дизайнов — платье «Китти Фойл» для одноимённого фильма с Джинджер Роджерс в главной роли. Рени начала работать художником по костюмам с театральных постановок, а затем стала рисовать эскизы для Paramount Pictures. В 1937 она стала художником по костюмам студии RKO Pictures, где проработала до 1950 года.В 1953 году Рени стала основателем Гильдии художников по костюмам.
За несколько десятков лет в киноиндустрии Рени делала разные типы костюмов, но больше всего её, по её же словам привлекали «этнические костюмы». Серьёзная работа с ними началась в 1945 году во время съёмок фильма «Пан-Американа», где режиссёр Джон Ауэр потребовал создать достоверные образы североамериканских индейцев. Наибольший успех ей принесла работа над фильмом «Клеопатра» вместе с Ирен Шарафф и Витторио Нино Новарезе, получивший премию «Оскар» за лучший дизайн костюмов. Дизайном нарядов Клеопатры занималась Ирен Шарафф, в то время как Рени отвечала за одежду других женских персонажей, а Витторио Нино Новарезе — мужских. Одной из последних значимых работ в кино стал фильм «Жар тела», где Рени удалось адаптировать стилистику нуара 1940-х годов в реалии нового времени и подчеркнуть чувственность героини, сыгранной Кэтлин Тёрнер. В начале 90-х годов она работала над костюмами для телесериала Haywire (1990—1991).

## Награды и номинации
| Награда | Год  | Фильм/Телесериал | Результат |
| ------- | ---- | ---------------- | --------- |
| Оскар   | 1963 | «Клеопатра»      | Победа    |
| Оскар   | 1952 | «Модель и сваха» | Номинация |
| Оскар   | 1954 | «Первая леди»    | Номинация |
| Оскар   | 1960 | «Великий рыбак»  | Номинация |
| Оскар   | 1979 | «Караваны»       | Номинация |